# فهرست خورشیدگرفتگی‌های قابل مشاهده در فیلیپین
این فهرست شامل فهرست خورشیدگرفتگی‌های قابل مشاهده در فیلیپین است که خورشیدگرفتگی‌های آینده را نیز شامل می‌شود.
سدهٔ نوزدهم میلادی و پیش از آن
- خورشیدگرفتگی ۱۸ اوت ۱۸۶۸

سدهٔ بیستم میلادی
- خورشیدگرفتگی ۱۸ مه ۱۹۰۱
- خورشیدگرفتگی ۱۴ ژانویه ۱۹۰۷
- خورشیدگرفتگی ۱۷ ژوئن ۱۹۰۹
- خورشیدگرفتگی ۲۱ سپتامبر ۱۹۲۲
- خورشیدگرفتگی ۱۴ ژانویه ۱۹۲۶
- خورشیدگرفتگی ۹ مه ۱۹۲۹
- خورشیدگرفتگی ۱۴ فوریه ۱۹۳۴
- خورشیدگرفتگی ۱۹ ژوئن ۱۹۳۶
- خورشیدگرفتگی ۲۱ سپتامبر ۱۹۴۱
- خورشیدگرفتگی ۲۰ ژوئن ۱۹۵۵
- خورشیدگرفتگی ۵ فوریه ۱۹۶۲
- خورشیدگرفتگی ۱۱ ژوئن ۱۹۸۳
- خورشیدگرفتگی ۱۸ مارس ۱۹۸۸
- خورشیدگرفتگی ۴ ژانویه ۱۹۹۲
- خورشیدگرفتگی ۲۴ اکتبر ۱۹۹۵
- خورشیدگرفتگی ۲۲ اوت ۱۹۹۸
- خورشیدگرفتگی ۱۶ فوریه ۱۹۹۹
- خورشیدگرفتگی ۹ مارس ۱۹۹۷

## از سال ۲۰۰۰ میلادی تاکنون
- خورشیدگرفتگی ۱۰ ژوئن ۲۰۰۲
- خورشیدگرفتگی ۲۲ ژوئیه ۲۰۰۹
- خورشیدگرفتگی ۱۵ ژانویه ۲۰۱۰
- خورشیدگرفتگی ۱ خرداد ۱۳۹۱
- خورشیدگرفتگی ۱۰ مه ۲۰۱۳
- خورشیدگرفتگی ۹ مارس ۲۰۱۶

## خورشیدگرفتگی‌های آینده
- خورشیدگرفتگی ۲۶ دسامبر ۲۰۱۹
- خورشیدگرفتگی ۲۱ ژوئن ۲۰۲۰
- خورشیدگرفتگی ۲۰ آوریل ۲۰۲۳
- خورشیدگرفتگی ۲۲ ژوئیه ۲۰۲۸
- خورشیدگرفتگی ۲ سپتامبر ۲۰۳۵
- خورشیدگرفتگی ۱۳ ژوئیه ۲۰۳۷
- Solar eclipse of December 26, 2035
- خورشیدگرفتگی ۲۰ آوریل ۲۰۴۲
- خورشیدگرفتگی ۲۵ نوامبر ۲۰۴۹
- خورشیدگرفتگی ۲۴ اوت ۲۰۶۳
- خورشیدگرفتگی ۳۱ مه ۲۰۶۸
- Solar eclipse of April 11, 3000